# احیای قهرمان
احیای قهرمان (به انگلیسی: Resurrecting the Champ) فیلمی است محصول سال ۲۰۰۷ و به کارگردانی راد لوری است. در این فیلم بازیگرانی همچون ساموئل ال. جکسون، جاش هارتنت، کاترین موریس، آلن آلدا، ریچل نیکولز، دیوید پیمر، تری هچر، نیک ساندو و هری لنیکس ایفای نقش کرده‌اند.